# Caciottina canestrata di Sorrento
La Caciottina canestrata di Sorrento è un formaggio fresco a pasta molle, prodotta con latte bovino.
È riconosciuta come prodotto agroalimentare tradizionale della regione Campania.

## Etimologia
Il nome caciottina canestrata deriva dai piccoli canestri in vimini in cui viene formata.

## Storia
Questo formaggio nasce contemporaneamente all'introduzione degli allevamenti bovini e caprini nella Costiera Amalfitana, nel III secolo a.C., ad opera delle popolazioni Picentine.

## Processo di produzione
Il latte crudo viene riscaldato a una temperatura di 36-37°, viene filtrato e unito al caglio. Il formaggio ottenuto viene messo in forma in dei piccoli cestini di vimini, chiamati canestri, lasciato a spurgare e ad asciugare. Successivamente viene avvolto in una carta pergamenata. Il risultato è un formaggio a pasta molle, di aspetto cilindrico, dalla forma piccola (quasi monoporzione) per un peso variabile di circa 20-50 grammi. La crosta, dal colore bianco tendente al giallo paglierino chiaro, risulta sottile e tenera.

## Zone di produzione
La caciottina viene prodotta nelle province di Napoli e Salerno: nell'intero territorio della penisola Sorrentina, in particolare nel comune di Sorrento.

## Abbinamenti
Il suo consumo è prevalente nel periodo estivo. Si degusta con fette di pane casereccio, abbinata a pomodori sott'olio, verdure alla brace e si abbina con vini bianchi secchi di lieve gradazione alcolica.